# Ethmia discrepitella
Ethmia discrepitella is een vlinder uit de familie grasmineermotten (Elachistidae). De wetenschappelijke naam is voor het eerst geldig gepubliceerd in 1901 door Rebel.
De soort komt voor in Europa.